# Карпатобалканиди
Карпатобалканиди су планински ланац у источној Србији, као једна од шест основних геотектонских јединица Србије. Назив Карпатобалканиди односи се на сегмент тог јединственог планинског ланца, тј. на прелазну зону између Јужних Карпата и западног дела Балкана.
У геолошком смислу, Карпати и Балкан чине јединствен орогени систем (део северне гране алпског орогена). Тај сегмент формиран је тектонском активношћу током периода креде и палеогена, када је било и вулканске активности, а финално је обликован у олигомиоцену. Од краја доњег миоцена изражени су вертикални тектонски покрети (издизање блокова, али и местимично спуштање и формирање језерских басена). У истом периоду утврђени су и знатнији хоризонтални тектонски покрети, те ротација структура у правцу казаљке на сату. 
Основне тектонске структуре имају меридијански правац пружања (север—југ), при чему се на северу повијају ка североистоку, а на југу ка југоистоку. Карактеристичне су и тектонске навлаке великих размера. Геолошка грађа обухвата стене различите старости, од протерозојских до квартарних. Литолошки састав такође је разнолик и садржи магматске, седиментне и метаморфне стене. Заступљени су падински, флувијални и крашки геоморфолошки процеси и облици. Простор карактерише континентална клима. Просечна количина падавина је око 700mm/m², а количине расту са надморском висином. Цео простор НП Ђердап у тектонском смислу припада Јужним Карпатима, тј. Карпатобалканидима (Шомрда, Планина Лишковац, Велики гребен, Мироч).